# 캉 전투
캉 전투(영어: Battle for Caen)는 오버로드 작전의 일환으로 제2차 세계 대전 중 영국 제2군과 독일 서부기갑군 간의 전투를 일컫는다. 이 전투는 1944년 6월 6일 D-데이에 프랑스 해안에서의 연합군 상륙 작전인 노르망디 상륙 이후 벌어진 전투들 중 하나이다. 캉은 칼바도스 해안에서 약 14km 내륙에 위치해 있으며, 오른강과 캉 운하를 가로지르는 곳에 있다. 또한, 여러 도로와 철도가 교차하는 지점에 있어 양측 모두에게 중요한 전략적 목표가 되었다. 캉과 그 남쪽 지역은 서쪽 노르망디의 보카주 지방보다 평평하고 개방되어 있었다. 연합군 공군 사령관들은 프랑스에 더 많은 항공기를 배치하기 위해 이 지역을 신속히 점령하기를 원했다. 영국 제3보병사단은 D-데이에 캉을 점령하거나, 독일군이 이를 저지할 경우 도시에 접근해 방어태세를 갖추고 캉을 지속적으로 위협하여 독일군의 반격을 저지하는 임무를 맡았다.
캉, 바이외, 카랑탕은 D-데이에 연합군에 의해 점령되지 않았고, 침공 첫 주 동안 연합군은 해안 교두보를 연결하는 데 집중했다. 영국 및 캐나다군은 캉과 그 주변에서 공격을 재개하여, 찬우드 작전 중에 오른강 북쪽의 교외와 시내 중심부를 점령했다. 애틀랜틱 작전 중에는 캐나다 제2군단이 강 남쪽의 캉 교외를 점령했다. 독일군은 캉 방어에 대부분의 기갑 사단을 투입해 서로 치열한 전투를 벌였고, 이는 독일군이 연합군의 침공 지역 서쪽으로 진격하는 것을 저지했다.
서쪽 노르망디에서는 미국 제1군이 코탕탱반도를 차단하고 셰르부르를 점령한 후 남쪽으로 캉에서 서쪽으로 약 60km 떨어진 생로로 향해 7월 19일 그곳을 점령했다. 7월 25일, 날씨로 인한 지연 후 제1군은 생로-페리에르 도로에서 코브라 작전을 시작했으며, 이는 캉 남쪽의 베리에르능선에서 캐나다군의 스프링 작전과 조율되었다. 코브라 작전은 큰 성공을 거두었고, 노르망디에서 독일군의 붕괴가 시작되었음을 의미했다. 연합군의 방어선 돌파는 팔레즈 포위전(8월 12~21일)으로 이어졌고, 이 전투에서 독일 제7군과 제5기갑군(구 서부기갑군)의 대부분이 포위되어 파리와 센강으로 가는 길이 열렸다.
캉은 연합군의 폭격과 지상 전투로 인해 대부분 파괴되었고, 이로 인해 많은 프랑스 민간인들이 희생되었다. 전투 후 전쟁 전의 도시는 거의 남아 있지 않았으며, 도시의 재건은 1962년까지 계속되었다.